# Epsilon
Epsilon (grčki srednji rod: Έψιλον; veliko slovo E; malo slovo ɛ) peto je slovo grčkog alfabeta i ima brojčanu vrijednost 5. Izgovara se /e/.

## Podrijetlo
Slovo he iz feničkog pisma izvor je grčkoga, a korišten je kao samoglasnik e. Ime „e psilón“ (grčki: ἔ ψιλόν) znači 'obično e'.

## Šifra znaka
Standardi Unicode i HTML ovako predstavljaju slovo grčko slovo epsilon:
|                | Unikod | Unikod                       | HTML     | HTML      | izgled ovisi o pregledniku | poveznice (engl.)                |
| k. točka       | naziv  | kod                          | entitet  |           | izgled ovisi o pregledniku | poveznice (engl.)                |
| -------------- | ------ | ---------------------------- | -------- | --------- | -------------------------- | -------------------------------- |
| Veliko slovo Ε | U+0395 | GREEK CAPITAL LETTER EPSILON | &#x0395; | &Epsilon; | Ε                          | detaljni podaci test preglednika |
| Malo slovo ε   | U+03B5 | GREEK SMALL LETTER EPSILON   | &#x03B5; | &epsilon; | ε                          | detaljni podaci test preglednika |